# Rixel
Koordinaten: 51° 47′ 6″ N, 8° 34′ 42″ O

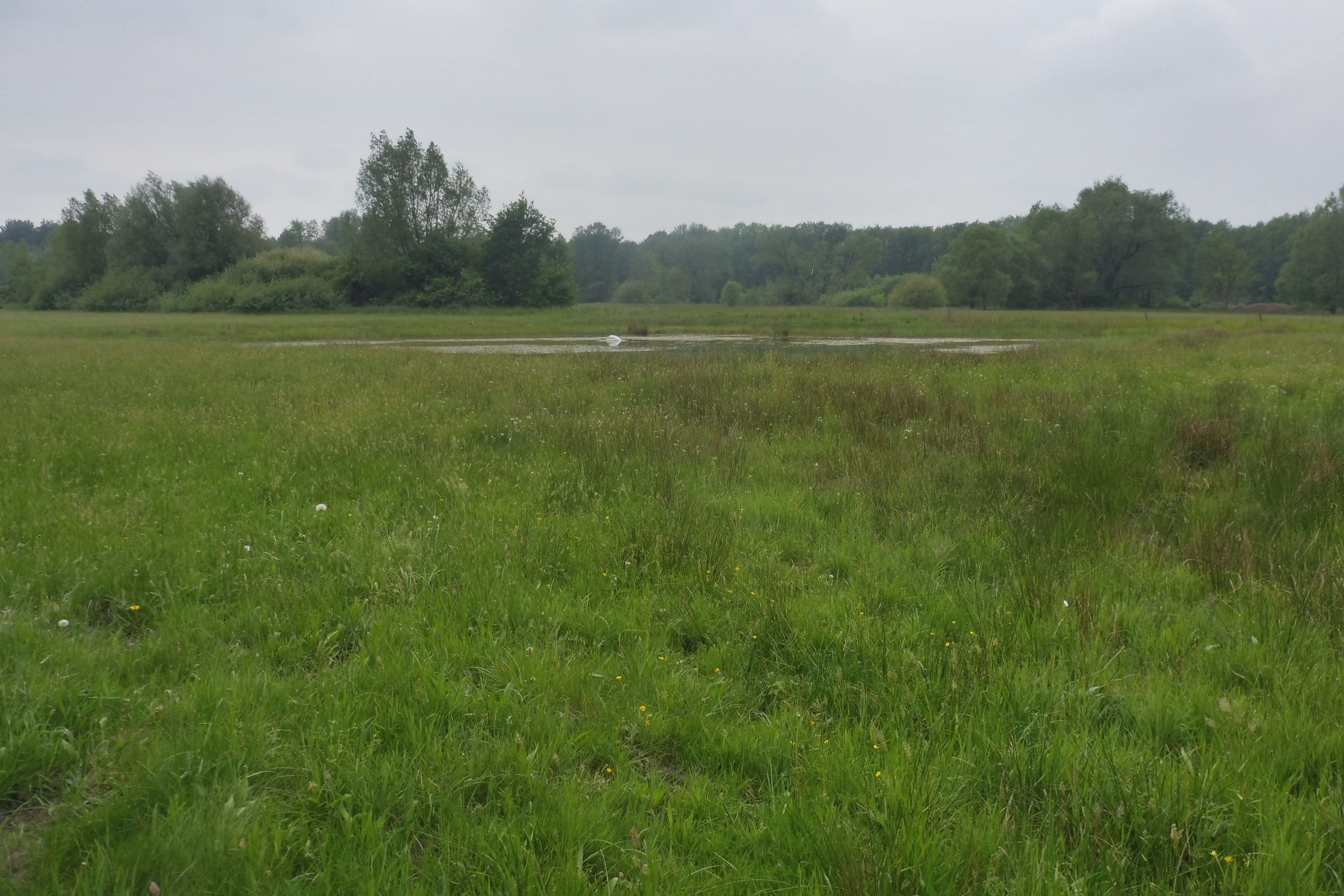
Naturschutzgebiet Rixel (Mai 2018)

Das Naturschutzgebiet Rixel liegt auf dem Gebiet der Stadt Delbrück im Kreis Paderborn in Nordrhein-Westfalen. Das Gebiet erstreckt sich nördlich der Kernstadt von Delbrück. Westlich des Gebietes verläuft die Landesstraße 751 und südöstlich L 822.

## Bedeutung
Das etwa 28,8 ha große Gebiet wurde im Jahr 1984 unter der Schlüsselnummer PB-012 unter Naturschutz gestellt. Schutzziele sind der Erhalt, die Optimierung und die Wiederentwicklung von Bruchwald und Feuchtgrünland als wertvolle Landschaftselemente in einem von Ackerbau dominierten Umfeld.